# كاهيم بوري
كاهيم بوري (29 سبتمبر 1989 بتاكيو في كمبوديا - ) هو لاعب كرة قدم كمبودي في مركز الهجوم. شارك مع منتخب كمبوديا لكرة القدم. أما مع النوادي، فقد لعب مع بنوم بنه كراون وSisaket F.C. ‏ وNational Defense Ministry FC ‏ وNagaworld FC ‏.

## وصلات خارجية
- كاهيم بوري على موقع الاتحاد الدولي (مؤرشف)  (الإنجليزية)
- كاهيم بوري على موقع قاعدة بيانات كرة القدم.إي يو (الإنجليزية)
- كاهيم بوري على موقع ناشيونال فوتبول تيمز (الإنجليزية)
- كاهيم بوري على موقع Soccerway.com (الإنجليزية)
- كاهيم بوري على موقع عالم كرة القدم.نت (الإنجليزية)